# Way of Difference
『Way of Difference』（ウェイ・オブ・ディファレンス）は、日本のロックバンド、GLAYが2002年2月27日にリリースした通算25作目のシングル。

## 概要
- 次のシングルである「またここであいましょう」及びさらに次の「逢いたい気持ち」までの3曲は全て歌詞の最初が「逢いたい」という同じようなフレーズとなっているが、それは当時のTAKUROの私生活の影響であることが『胸懐』で語られている。
- 初動売上はシングルでは「Missing You」以来となる40万枚超を記録、2002年に発売された全てのシングルで最高の初動売上を記録した。また、初動売上のみで前作の累計売上を大きく上回っている。累計では70万枚以上を記録し、21世紀以降にリリースされた彼らのシングルでは最も売上が高い。

## 収録曲
全作詞・作曲：TAKURO　編曲：GLAY、佐久間正英
1. Way of Difference [4:55]
出会ってから別れるまでの男女のストーリーを描いたラブソング。2002年9月発売のオリジナルアルバム『UNITY ROOTS & FAMILY,AWAY』には最初のサビがカットされたバージョンが収録されている。
2. 卒業まで、あと少し [4:53]
TAKUROの実体験を歌詞に綴った卒業ソング。仮タイトルは「小橋からの卒業」。
3. Way of Difference (Instrumental) [4:55]

## タイアップ
- フジテレビ系列恋愛観察バラエティ『あいのり』主題歌（#1）。

## 収録アルバム
Way of Difference
- UNITY ROOTS & FAMILY,AWAY (アルバムバージョン)
- -Ballad Best Singles- WHITE ROAD
- THE GREAT VACATION VOL.1 〜SUPER BEST OF GLAY〜

卒業まで、あと少し
- UNITY ROOTS & FAMILY,AWAY
- rare collectives vol.2
- REVIEW II -BEST OF GLAY-